# Brott lönar sig alltid
Brott lönar sig alltid är musikalbum av Eldkvarn, utgivet i december 2002 på MNW. 

## Låtlista
Alla låtar är skrivna och komponerade av Plura Jonsson om inget annat anges. 
| Nr  | Titel                          | Kompositör                                              | Notering | Längd |
| --- | ------------------------------ | ------------------------------------------------------- | -------- | ----- |
| 1.  | Alla frågar efter Alice        |                                                         |          | 5:40  |
| 2.  | Bara för din skull             |                                                         |          | 4:44  |
| 3.  | Kung i blodet                  |                                                         |          | 3:45  |
| 4.  | Mil efter mil                  |                                                         |          | 3:12  |
| 5.  | Himlen ser och himlen hör      |                                                         |          | 5:39  |
| 6.  | Trubbel                        |                                                         |          | 5:27  |
| 7.  | Minns du den sommar            | Frank Miller, Terry Gilkyson. Svensk text: Per Rådström |          | 3:58  |
| 8.  | Blåa ögon                      |                                                         |          | 1:58  |
| 9.  | Min Ängel                      | Musik: Carla Jonsson Text: Susanne Karlsson             |          | 3:06  |
| 10. | Månskensnatt i Åmotsfors       |                                                         |          | 6:17  |
| 11. | Kärleken har lämnat stan       |                                                         |          | 4:23  |
| 12. | Sånger innan himlen faller ned | Musik: Mikael Rickfors Text: Plura Jonsson              |          | 3:24  |
| 13. | Människor & djur               |                                                         |          | 5:06  |

## Medverkande
- Plura Jonsson - Sång, gitarr
- Carla Jonsson - Gitarr, sång
- Tony Thorén - Bas
- Claes von Heijne - Keyboards
- Christer Jansson - Trummor, percussion
- Fats Baldy - Körsång, munspel
- Jesper Lindberg - Banjo, steel guitar, mandolin
- Jens Lindgård - Blås
- Petter Lindgård - Blås
- Sven Andersson - Blås
- Christofer Stannow - Mastering
- Lasse Mårtén - Mixning
- Per Sunding - Producent och ljudtekniker